# Charles Jouseaux
Charles Jouseaux (París, 12 de agosto de 1869 – Granada, 17 de octubre de 1949) fue un músico francés perteneciente a la Orden Hospitalaria de San Juan de Dios.

## Biografía
Ciego de nacimiento, pronto lo dedicaron a la música, única salida que tenía el porvenir de los ciegos en aquella época, alternando con las primeras letras. El año 1879 ingresó en el Instituto Nacional de Jóvenes Ciegos de París; allí sobresalió en el estudio del órgano, llegando en una ocasión a ser examinado por el ilustre compositor y verdadero genio de este instrumento César Franck.
En 1887, con 18 años, llegó al Asilo Hospital de San Juan de Dios de Barcelona, ubicado en Les Corts, donde trabajó de organista, director del coro y profesor de la escuela de música para ciegos. También formó una banda en el propio centro y, según decía, era una de las mejores de Barcelona, obligándole esta fama a salir contratada por los pueblos. Desaparecida esta Banda, en 1905 formó una pequeña orquesta, también del Asilo, formada por flautas, clarinetes e instrumentos de cuerda. Como profesor, enseñaba solfeo, armonía, piano, órgano y flauta, que dominaba admirablemente, teniendo como cooperador en el violín y el contrabajo al maestro don José Espinosa, no olvidando la parte literaria, y así, según le permitía su preparación, enseñaba a los ciegos diariamente el catecismo, historia sagrada, aritmética, gramática, etc. En este período de su vida formó numerosos discípulos, los que también dieron rendimiento a los distintos Asilos de San Juan de Dios de España, como Manuel Terré, Lluís López, Joan Orpinell, Basilio Toro, Jaume Rebull, Joaquín Sampere, Ignasi Martí, etc.
En 1921 se trasladó a Granada como organista y director del coro de la Basílica de San Juan de Dios. Allí trabajó casi cincuenta años, hasta el final de su vida. Ya de mayor, padeció otitis y lo dejó bastante sordo, pero no por eso dejó su cargo. Sin embargo, tiempo después le sobrevino una intensa disentería, de la que se mejoraba alternativamente, hasta que a principios de octubre de 1949 se le acentuó más, causándole la muerte el 17 del mismo mes.

## Obras (selección)
- Misa Pastoril a solo y coro unisonal (de poca extensión) con acompañamiento de harmonium; dedicada al Hogar de San Juan de Dios de Armilla (Granada).
- Misa a voces y orquesta, escrita en 1908
- Gran Misa en honor del Beato Juan Grande, con motivo de su tercer centenario, a voces y orquesta, escrita en 1900.
- Himno plegaria al Beato Juan Grande
- Himno al Beato Juan Grande a 3 voces
- Himno al Arcángel San Rafael a una voz
- Himno de los Congregantes de María
- Gozos al Arcángel San Miguel
- Gozos al Arcángel San Rafael
- Gozos a San Juan de Dios a 3 voces
- Nuevos Gozos a San Juan de Dios a coro y duo
- Tamtum Ergo a 3 voces
- Tamtum Ergo a 4 voces solas, dedicado a Antonio Mateo Pereda, organista de la Catedral de Granada.
- Miserere a 2 voces
- Salve Regina a solo de tenor y órgano
- Canto para la Segunda Comunión Vuestro Cuerpo Sacrosanto
- Plegaria a la Santísima Virgen del Carmen
- Jornadas de Belén a dos voces y órgano; escritas en 1946
- Marcha Nupcial
- Marcha en honor del Beato Juan Grande a coro unisonal y órgano; letra de Fray Jacinto del Cerro (O.H.), escrita en 1945.
- Dos letanías a 3 voces
- Villancico a solo y coro a dos voces, escrito en 1898
- Trisagio mariano a dos voces
- Al Niño Jesús a solo de tenor y acopañamiento